# آيت عمر (ويسلسات)
آيت عمر هي إحدى مشيخات المملكة المغربية، تتبع جغرافيا لإقليم ورززات وإداريًا لويسلسات. يقدر عدد سكانها بـ 10722 نسمة حسب الإحصاء الرسمي للسكان والسكنى لسنة 2004.